# Dmitri Alexandrowitsch Strelnikow
Dmitri Alexandrowitsch Strelnikow (vollständiger Name Dmitri Alexandrowitsch Strelnikow-Ananjin Semiretschenski, russisch Дмитрий Александрович Стрельников-Ананьин Семиреченский; * 1969 in Werny/Alma-Ata, Siebenstromland, russisch Семиречье Semiretschje) ist ein russischer Schriftsteller. Viele seiner Publikationen verfasst er in polnischer Sprache.

## Leben
Er absolvierte ein Mathematik-Fernstudium an der Staatlichen Moskauer Lomonossow-Universität und machte seinen Abschluss am Biologischen Institut der Universität Warschau. Er lebt in Polen.

## Werke

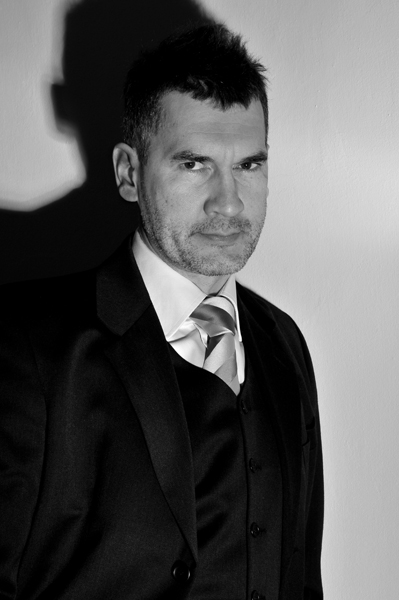
Dmitri Strelnikow

- 2004 – Шляхтич Schljachtitsch, Gedichte in russischer Sprache, Moskauer Literaturmagazin Знамя (Snamja)
- 2004 – Homo mirabilis, Dichtung, Polen, Warschau, Nowy Świat.
- 2006–2007 – Wielka Encyklopedia Zwierząt (Die Große Enzyklopädie der Tiere) in 30 Bänden, Polen, Amer.Com SA in Zusammenarbeit mit Oxford Educational Encyclopedia Ltd UK.
- 2007 – Nocne życie aniołów (Das Nachtleben der Engel), eine Sammlung von Essays, Polen, Warschau, Nowy Świat.
- 2008 – Ruski miesiąc (Hochzeit.ru), Roman, Polen, Warschau, Verlag W.A.B.
- 2009 – Nikołaj i Bibigul (Nikolai und Bibigul), Roman, Polen, Warschau, Verlag W.A.B.
- 2010 – Wyspa (Insel), Roman, Polen, Warschau, Verlag W.A.B.
- 2011 – Złote ryby (Die goldenen Fische), Roman, Polen, Warschau, Verlag W.A.B.

## Diskographie
- 2005 - Российские барды, диск 5; Moroz Records, Moskau.